# Oscar de melhor maquiagem e penteados
O Oscar de Melhor Maquiagem e Penteados (português brasileiro) ou Óscar de Melhor Maquilhagem e Penteados (português europeu) é entregue para a melhor realização em maquiagem e penteados em um filme longa-metragem. Tradicionalmente, apenas três filmes são indicados todos os anos ao invés de cinco, como na maioria das categorias. A exceção são os primeiros prêmios, entregues no início da década de 1980, quando havia apenas dois indicados, e o de 2000, quando havia quatro.
A categoria competitiva foi criada em 1982 como Óscar de Melhor Maquiagem (português brasileiro) ou Óscar de Melhor Maquilhagem (português europeu), logo depois da Academia de Artes e Ciências Cinematográficas ter recebido reclamações que o trabalho de maquiagem do filme The Elephant Man não seria honrado. Apesar de nenhum prêmio ter sido entregue a The Elephant Man, uma categoria dedicada apenas aos profissionais de maquiagem foi criada nos anos seguintes. Anteriormente, os maquiadores podiam receber apenas prêmios de realização especial.

## Vencedores e indicados

### Década de 1980
- 1983: An American Werewolf in London – Rick Baker
  - Heartbeeps – Stan Winston

- 1984: La Guerre du Feu – Michèle Burke e Sarah Monzani
  - Gandhi – Tom Smith

- 1985: Amadeus – Paul LeBlanc e Dick Smith
  - Greystoke: The Legend of Tarzan, Lord of the Apes – Rick Baker e Paul Engelen
  - 2010 – Michael Westmore

- 1986: Mask – Zoltan Elek e Michael Westmore
  - The Color Purple – Ken Chase
  - Remo Williams: The Adventure Begins – Carl Fullerton

- 1987: The Fly – Stephan Dupuis e Chris Walas
  - The Clan of the Cave Bear – Michèle Burke e Michael Westmore
  - Legend – Rob Bottin e Peter Robb-King

- 1988: Harry and the Hendersons – Rick Baker
  - Happy New Year – Bob Laden

- 1989: Beetlejuice – Steve La Porte, Ve Neill e Robert Short
  - Coming to America – Rick Baker
  - Scrooged – Tom Burman e Bari Dreiband-Burman

### Década de 1990
- 1990: Driving Miss Daisy – Lynn Barber, Kevin Haney e Manlio Rocchetti
  - The Adventures of Baron Munchausen – Fabrizio Sforza e Maggie Weston
  - Dad – Ken Diaz, Greg Nelson e Dick Smith

- 1991: Dick Tracy – John Caglione, Jr. e Doug Drexler
  - Cyrano de Bergerac – Michèle Burke e Jean-Pierre Eychenne
  - Edward Scissorhands – Ve Neill e Stan Winston

- 1992: Terminator 2: Judgment Day – Jeff Dawn e Stan Winston
  - Hook – Greg Cannom, Christina Smith e Monty Westmore
  - Star Trek VI: The Undiscovered Country – Edward French, Michael Mills e Richard Snell

- 1993: Bram Stoker's Dracula – Michèle Burke, Greg Cannom e Matthew W. Mungle
  - Batman Returns – Ve Neill, Ronnie Specter e Stan Winston
  - Hoffa – John Blake, Greg Cannom e Ve Neill

- 1994: Mrs. Doubtfire – Greg Cannom, Ve Neill e Yolanda Toussieng
  - Philadelphia – Alan D'Angerio e Carl Fullerton
  - Schindler's List – Judy Alexander Cory, Matthew W. Mungle e Christina Smith

- 1995: Ed Wood – Rick Baker, Ve Neill e Yolanda Toussieng
  - Forrest Gump – Judy Alexander Cory, Hallie D'Amore e Daniel C. Striepeke
  - Mary Shelley's Frankenstein – Paul Engelen, Carol Hemming e Daniel Parker

- 1996: Braveheart – Lois Burwell, Peter Frampton e Paul Pattison
  - My Family – Ken Diaz e Mark Sanchez
  - Roommates – Colleen Callaghan, Greg Cannom e Bob Laden

- 1997: The Nutty Professor – Rick Baker e David LeRoy Anderson
  - Ghosts of Mississippi – Deborah La Mia Denaver e Matthew W. Mungle
  - Star Trek: First Contact – Jake Garber, Michael Westmore e Scott Wheeler

- 1998: Men in Black – Rick Baker e David LeRoy Anderson
  - Mrs Brown – Beverley Binda, Veronica Brebner e Lisa Westcott
  - Titanic – Greg Cannom, Tina Earnshaw e Simon Thompson

- 1999: Elizabeth – Jenny Shircore
  - Saving Private Ryan – Lois Burwell, Conor O'Sullivan e Daniel C. Striepeke
  - Shakespeare in Love – Veronica Brebner e Lisa Westcott

### Década de 2000
- 2000: Topsy-Turvy – Christine Blundell e Trefor Proud
  - Austin Powers: The Spy Who Shagged Me – Michèle Burke e Mike Smithson
  - Bicentennial Man – Greg Cannom
  - Life – Rick Baker

- 2001: How the Grinch Stole Christmas – Rick Baker e Gail Ryan
  - The Cell – Michèle Burke e Edouard Henriques
  - Shadow of the Vampire – Ann Buchanan e Amber Sibley

- 2002: The Lord of the Rings: The Fellowship of the Ring – Peter Owen e Richard Taylor
  - A Beautiful Mind – Greg Cannom e Colleen Callaghan
  - Moulin Rouge! – Maurizio Silvi e Aldo Signoretti

- 2003: Frida – Beatrice De Alba e John E. Jackson
  - The Time Machine – John M. Elliott, Jr. e Barbara Lorenz

- 2004: The Lord of the Rings: The Return of the King – Richard Taylor e Peter King
  - Master and Commander: The Far Side of the World – Edouard Henriques e Yolanda Toussieng
  - Pirates of the Caribbean: The Curse of the Black Pearl – Ve Neill e Martin Samuel

- 2005: Lemony Snicket's A Series of Unfortunate Events – Bill Corso e Valli O'Reilly
  - The Passion of the Christ – Keith VanderLaan e Christien Tinsley
  - Mar adentro – Jo Allen e Manolo García

- 2006: The Chronicles of Narnia: The Lion, the Witch and the Wardrobe – Howard Berger e Tami Lane
  - Cinderella Man – David Leroy Anderson e Lance Anderson
  - Star Wars: Episode III – Revenge of the Sith – Dave Elsey e Nikki Gooley

- 2007: El laberinto del fauno – David Martí e Montse Ribé
  - Apocalypto – Aldo Signoretti e Vittorio Sodano
  - Click – Bill Corso e Kazuhiro Tsuji

- 2008: La môme – Jan Archibald e Didier Lavergne
  - Norbit – Rick Baker e Kazuhiro Tsuji
  - Pirates of the Caribbean: At World's End – Ve Neill e Martin Samuel

- 2009: The Curious Case of Benjamin Button – Greg Cannom
  - The Dark Knight – John Caglione, Jr. e Conor O'Sullivan
  - Hellboy II: The Golden Army – Mike Elizalde e Thom Floutz

### Década de 2010
- 2010: Star Trek – Barney Burman, Mindy Hall e Joel Harlow
  - Il Divo – Aldo Signoretti e Vittorio Sodano
  - The Young Victoria – Jon Henry Gordon e Jenny Shircore

- 2011: The Wolfman – Rick Baker e Dave Elsey
  - Barney's Version – Adrien Morot
  - The Way Back – Gregory Funk, Edouard Henriques e Yolanda Toussieng

- 2012: The Iron Lady – Mark Coulier e J. Roy Helland
  - Albert Nobbs – Martial Corneville, Lynn Johnson e Matthew W. Mungle
  - Harry Potter and the Deathly Hallows – Part 2 – Nick Dudman, Amanda Knight e Lisa Tomblin

- 2013: Les Misérables – Julie Dartnell e Lisa Westcott
  - Hitchcock – Howard Berger, Peter Montagna e Martin Samuel
  - The Hobbit: An Unexpected Journey – Peter Swords King, Rick Findlater e Tami Lane

- 2014: Dallas Buyers Club – Adruitha Lee e Robin Mathews
  - Jackass Presents: Bad Grandpa – Stephen Prouty
  - The Lone Ranger – Joel Harlow e Gloria Pasqua-Casny

- 2015: The Grand Budapest Hotel – Mark Coulier e Frances Hannon
  - Foxcatcher – Bill Corso e Dennis Liddiard
  - Guardians of the Galaxy – Elizabeth Yianni-Georgiou e David White

- 2016: Mad Max: Fury Road – Damian Martin, Lesley Vanderwalt e Elka Wardega
  - Hundraåringen som Klev ut Genom Fönstret och Försvann – Love Larson e Eva von Bahr
  - The Revenant – Siân Grigg, Duncan Jarman e Robert Pandini

- 2017: Suicide Squad – Alessandro Bertolazzi, Giorgio Gregorini e Christopher Nelson
  - En Man som Heter Ove – Eva von Bahr e Love Larson
  - Star Trek Beyond – Richard Alonzo e Joel Harlow

- 2018: Darkest Hour – Kazuhiro Tsuji, David Malinowski e Lucy Sibbick
  - Victoria & Abdul – Daniel Phillips e Lou Sheppard
  - Wonder – Arjen Tuiten

- 2019: Vice – Greg Cannom, Kate Biscoe e Patricia Dehaney
  - Gräns – Göran Lundström e Pamela Goldammer
  - Mary Queen of Scots – Jenny Shircore, Marc Pilcher e Jessica Brooks

### Década de 2020
- 2020: Bombshell – Kazuhiro Tsuji, Anne Morgan e Vivian Baker
  - 1917 – Naomi Donne, Tristan Versluis e Rebecca Cole
  - Joker – Nicki Ledermann e Kay Georgiou
  - Judy – Jeremy Woodhead
  - Maleficent: Mistress of Evil – Paul Gooch, Arjen Tuiten e David White

- 2021: Ma Rainey's Black Bottom – Sergio Lopez-Rivera, Mia Neal e Jamika Wilson
  - Emma – Marese Langan, Laura Allen e Claudia Stolze
  - Mank – Kimberley Spiteri, Gigi Williams e Colleen LaBaff
  - Hillbilly Elegy – Eryn Krueger Mekash, Patricia Dehaney e Matthew W. Mungle
  - Pinocchio – Mark Coulier, Dalia Colli e Francesco Pegoretti

- 2022: The Eyes of Tammy Faye – Linda Dowds, Stephanie Ingram e Justin Raleigh
  - Coming 2 America – Mike Marino, Stacey Morris e Carla Farmer
  - Cruella – Nadia Stacey, Naomi Donne e Julia Vernon
  - Dune – Donald Mowat, Love Larson e Eva von Bahr
  - House of Gucci – Göran Lundström, Anna Carin Lock e Frederic Aspiras

- 2023: The Whale – Adrien Morot, Judy Chin e Anne Marie Bradley
  - Im Westen nichts Neues – Heike Merker e Linda Eisenhamerová
  - The Batman – Naomi Donne, Mike Marino e Mike Fontaine
  - Black Panther: Wakanda Forever – Camille Friend e Joel Harlow
  - Elvis – Mark Coulier, Jason Baird e Aldo Signoretti

- 2024: Poor Things - Nadia Stacey, Mark Coulier e Josh Weston
  - Golda - Karen Hartley Thomas, Suzi Battersby e Ashra Kelly-Blue
  - Maestro - Kazu Hiro, Kay Georgiou e Lori McCoy-Bell
  - Oppenheimer - Luisa Abel
  - La sociedad de la nieve - Ana López-Puigcerver, David Martí e Montse Ribé

- 2025: The Substance - Pierre-Oliver Persin, Stéphanie Guillon e Marilyne Scarselli
  - A Different Man - Mike Marino, David Presto e Crystal Jurado
  - Emilia Pérez - Julia Floch Carbonel, Emmanuel Janvier e Jean-Christophe Spadaccini
  - Nosferatu - David White, Tracy Loader e Suzanne Stokes-Munton
  - Wicked - Frances Hannon, Laura Blount e Sarah Nuth